# Dibolbina
Dibolbina is een geslacht van uitgestorven kreeftachtigen uit de klasse van de Ostracoda (mosselkreeftjes).

## Soorten
- Dibolbina cristata Ulrich & Bassler, 1923 †
- Dibolbina macrosulcata Swartz & Whitmore, 1956 †
- Dibolbina producta Ulrich & Bassler, 1923 †
- Dibolbina reticruminata Berdan, 1972 †